# Sport w Niemczech
Sport w Niemczech

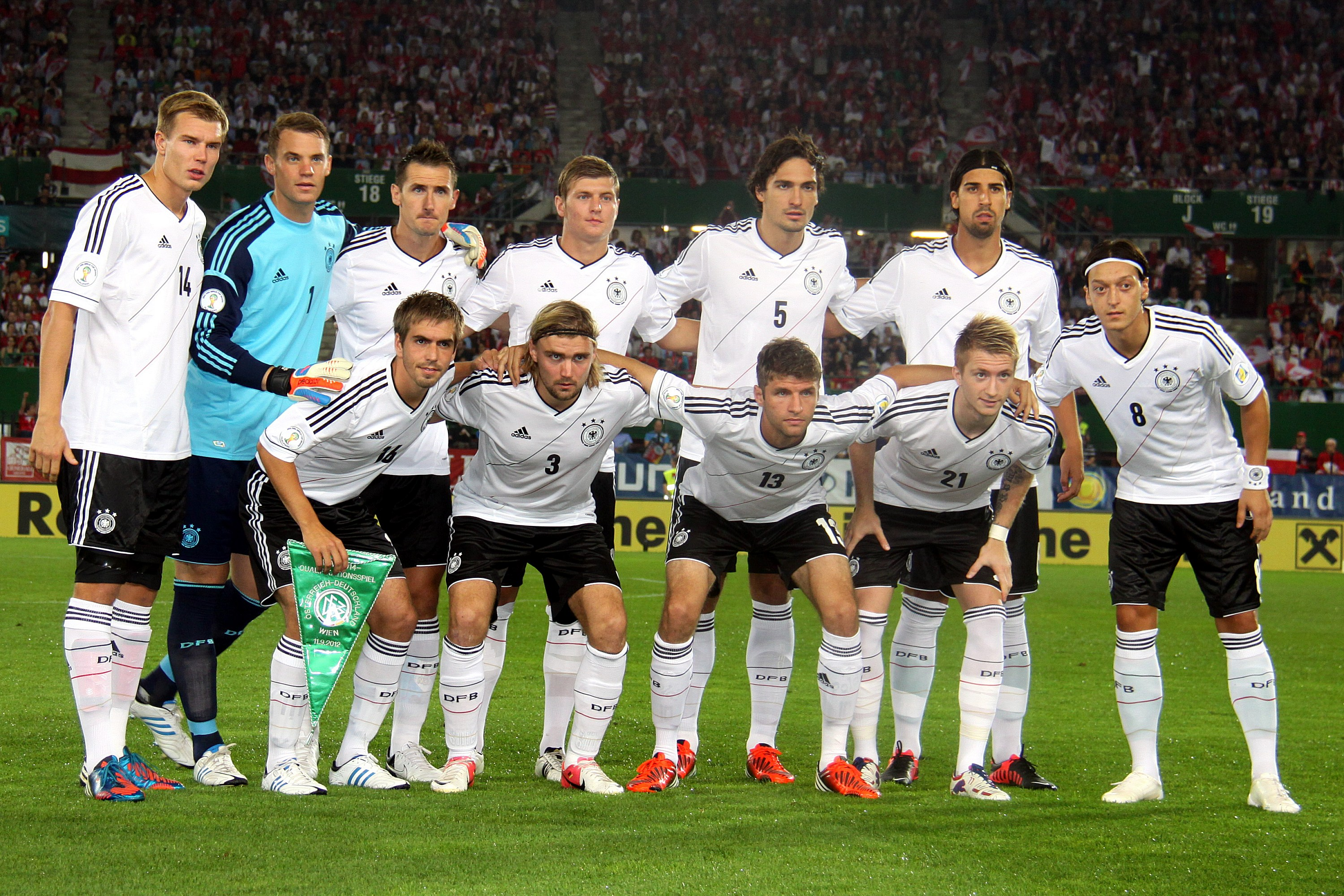
Reprezentacja Niemiec w piłce nożnej (2012)

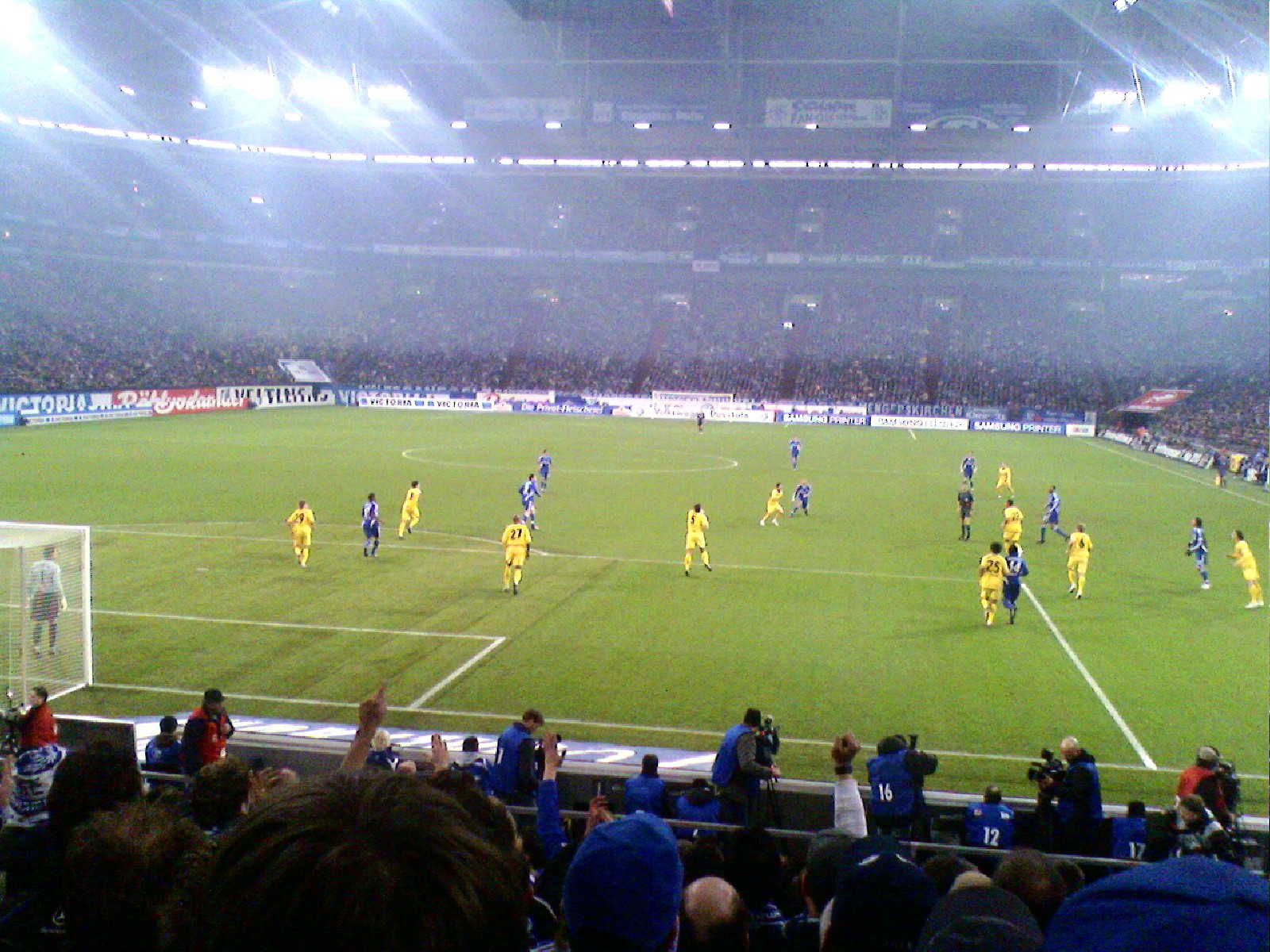
Mecz Borussia Dortmund – FC Schalke 04 w rozgrywkach Bundesligi

27 milionów Niemców jest członkami klubów sportowych, a dodatkowe dwanaście milionów uprawia sport indywidualnie. Piłka nożna jest najpopularniejszą dyscypliną sportu. Z ponad 6,3 milionem oficjalnych członków, Deutscher Fußball-Bund jest największą tego typu organizacją na świecie. Bundesliga, najwyższy poziom rozgrywek w niemieckiej piłce nożnej, jest najpopularniejszą ligą sportową w kraju i odnotowuje drugą największą na świecie frekwencję podczas meczów jakichkolwiek lig sportowych na świecie.
Poza tym, w Niemczech popularne są także m.in. piłka ręczna, lekkoatletyka oraz tenis.

## Igrzyska olimpijskie
Niemieccy sportowcy regularnie osiągają bardzo wysokie wyniki podczas Igrzysk olimpijskich. Są sklasyfikowani na trzecim miejscu w klasyfikacji medalowej wszech czasów, łącząc wyniki Niemiec Wschodnich i Niemiec Zachodnich. Podczas Letnich Igrzysk Olimpijskich w 2012 roku, Niemcy zakończyli rywalizację na szóstej pozycji w klasyfikacji medalowej, podczas gdy na Zimowych Igrzyskach Olimpijskich w 2010 roku zajęli w niej drugie miejsce. Niemcy organizowały letnie igrzyska olimpijskie dwukrotnie, w Berlinie w 1936 roku oraz w Monachium w 1972 r. Ponadto Garmisch-Partenkirchen gościło zimowe igrzyska w 1936 r.

## Piłka nożna
Niemcy słyną z bycia krajem o największych sukcesach w piłce nożnej na świecie (równać się mogą z nimi pod tym względem jedynie Brazylijczycy). Męska reprezentacja Niemiec w piłce nożnej czterokrotnie zdobyła puchar mistrzostw świata (1954, 1974, 1990, 2014) i trzykrotnie puchar mistrzostw Europy (1972, 1980, 1996); Niemcy są także jedynym krajem, którego zarówno męska, jak i żeńska reprezentacja należy do najsilniejszych na świecie. Niemcy były organizatorem mistrzostw świata w 1974 i 2006 i mistrzostw Europy w 1988 r. Najbardziej znanymi piłkarzami pochodzącymi z Niemiec są Franz Beckenbauer, Gerd Müller, Jürgen Klinsmann, Lothar Matthäus oraz Oliver Kahn.

## Sporty motorowe
Niemcy są także jednym z czołowych państw w sportach motorowych. Konstruktorzy, tacy jak BMW i Mercedes są istotnymi producentami samochodów używanych podczas wyścigów samochodowych. Ponadto, firma Porsche wygrała wyścig Le Mans 24 Hours, trwający dobę wyścig we Francji, szesnaście razy, natomiast Audi zwyciężyło 11 razy.
Kierowca prestiżowego cyklu Formuły 1 Michael Schumacher ustanowił podczas swojej kariery wiele rekordów w sportach motorowych, wygrywając najwięcej wyścigów i Pucharów Świata w historii. Jest także jednym z najbogatszych sportowców.